# Formica uralensis
Formica uralensis е вид ципокрило насекомо от семейство Мравки (Formicidae). Видът е почти застрашен от изчезване.

## Разпространение
Разпространен е в Беларус, Германия, Дания, Естония, Казахстан, Латвия, Литва, Норвегия, Полша, Русия, Украйна, Финландия, Франция, Швейцария и Швеция.